# Orden de los Militantes Flamencos
La Orden de los Militantes Flamencos (en neerlandés: Vlaamse Militanten Orde, abreviado VMO), originalmente Organización de Militantes Flamencos (Vlaamse Militanten Organisatie), fue una organización terrorista de extrema derecha flamenca en Bélgica. Establecidos en 1949, ayudaron a fundar la Unión Popular (en neerlandés: Volksunie o VU) en 1954, un partido político belga. Los vínculos entre el extremista VMO y el VU disminuyeron a medida que el partido se movía hacia el centro. En décadas posteriores, el VMO se vincularía con el neonazismo y una serie de ataques paramilitares contra inmigrantes e izquierdistas antes de desaparecer a fines de la década de 1980.

## Fundación y primeros años
En los años posteriores al final de la Segunda Guerra Mundial, los nacionalistas flamencos a menudo fueron víctimas de manifestaciones antinazis, manifestaciones y disturbios debido a su anti-bélgicismo y porque todo el movimiento flamenco fue desacreditado por la colaboración militar, política y económica con los alemanes durante Segunda Guerra Mundial. Los únicos medios para el nacionalismo flamenco organizado eran grupos de caridad dedicados al cuidado de veteranos de guerra o el Partido Popular Cristiano que, aunque no era abiertamente nacionalista, tenía un ala separatista significativa.
La VMO fue fundada en 1949 por Bob Maes; fue parte de una ola de grupos nacionalistas flamencos que surgieron ese año, incluida la Concentración Flamenca (VC) De hecho, la VMO se estableció inicialmente como un grupo de administradores para la VC. El grupo buscó la creación de un Flandes independiente. Pronto, la VMO comenzó a expandirse y se convirtió en una organización paramilitar a gran escala. Entre 1950 y 1970 fue muy criticado por el Departamento de Justicia Belga, pero sin embargo lo toleró. Sin embargo, el 14 de diciembre de 1953, 16 miembros individuales de la VMO fueron condenados por la posesión de armas prohibidas a principios de ese año. La VMO en sí no fue condenada (ya que en ese momento era imposible enjuiciar a un grupo por motivos penales, solo individuos).
En 1954, la VMO se asoció con la Unión Popular Cristiana Flamenca y la alianza más formal de la VU que siguió a este grupo ese mismo año. La VMO pronto se hizo cargo de gran parte de la propaganda y el trabajo de administración de la VU, aunque las relaciones entre los dos grupos se volvieron cada vez más tensas a medida que la VU avanzó hacia una posición centrista y la VMO endureció sus actitudes derechistas. Un cisma formal entre las dos organizaciones se anunció en octubre de 1963.

## Primer juicio
El 14 de junio de 1970, se inició un juicio contra la VMO después de enfrentamientos violentos con partidarios del Frente Democrático de los Francófonos en una manifestación, dejando a un hombre muerto, que sufrió un ataque al corazón, y varios otros heridos graves. El presidente de la VMO, Bob Maes, decidió disolver la VMO para proteger a los miembros de un mayor enjuiciamiento. Poco después de esto, Maes fue elegido senador por la Volksunie y comenzó a defender puntos de vista más moderados.

## La nueva VMO
Numerosos miembros de la disuelta VMO no apoyaron la decisión de Maes y reconstituyeron la VMO el 12 de junio de 1971 como "Vlaamse Militanten Orde", refiriéndose a la "Dinaso Militanten Orde". Varios extremistas flamencos, radicales, neofascistas y racistas se encontraban entre los miembros fundadores, incluido el exmiembro de las Juventudes Hitlerianas, Bert Eriksson, quien emergió como líder del nuevo grupo. Realizó ejercicios de perforación y "juegos de campo" paramilitares y también cooperó con grupos de milicias similares como el Wehrsportsgruppe, intercambiando miembros por ejercicios de perforación. En 1974 anunció que terminó de asumir un papel activo contra los izquierdistas, así como su agenda de independencia pro-flamenca. Cuando el Bloque Flamenco se estableció en 1979, varios miembros de la VMO también se unieron a ese partido. El principal de ellos fue Xavier Buisseret, quien se desempeñó como jefe de propaganda del Bloque Flamenco, que anteriormente ocupó altos cargos en la VMO.
La nueva VMO se asoció con una serie de ataques contra inmigrantes, valones e izquierdistas, así como con la organización de manifestaciones internacionales neonazis anuales en Diksmuide, donde representantes de la Liga de San Jorge y el Partido Nacional por los Derechos de los Estados se encontraban entre aquellos en asistencia. Estas manifestaciones habían sido inicialmente solo para flamencos, pero a fines de la década de 1960, la VMO comenzó a invitar a otros grupos de derecha a participar y finalmente se convirtieron en un importante evento anual en el calendario internacional neonazi.
Especialmente cerca de la Liga de San Jorge, los dos grupos formaban parte de una red más amplia que también incluía la Iniciativa Deutsche Bürger en Alemania, el NSDAP/AO en los Estados Unidos y la Fédération d'action nationale et européenne de Francia y Europa. El grupo también buscó, aunque sin éxito, forjar vínculos con grupos republicanos irlandeses y con este fin distribuyó folletos en apoyo de Bobby Sands durante su huelga de hambre de 1981. Sin embargo, en una vuelta de chaqueta posterior, la VMO lanzó su suerte con el lealismo en Úlster e intentó vincularse con la Fuerza Voluntaria del Úlster (UVF). Sin embargo, esto tampoco llegó a nada después de que la UVF rechazó la solicitud de la VMO de que deberían atacar a los judíos, con la UVF como un grupo proisraelí en oposición a la postura pro-palestina de los republicanos.
En los años setenta, la VMO ganó la atención internacional repatriando los cadáveres de antiguos colaboradores de la Segunda Guerra Mundial a su tierra natal. En Austria, un comando VMO (Operación Brevier) afirmó haber desenterrado el cadáver del sacerdote Cyriel Verschaeve, una figura destacada de la colaboración, y lo enterró nuevamente en suelo flamenco. Los cadáveres de Staf De Clercq, el exlíder del Vlaams Nationaal Verbond (Operación Delta), y Anton Mussert, el exlíder del NSB neerlandés (Operación Wolfsangel), también fueron desenterrados y enterrados de nuevo en Flandes.

## Cronología de operaciones

### 1978
- Diciembre: ataque al futbolista polaco Włodzimierz Lubański en Lokeren.

### 1979
- Febrero: disturbios con la policía después de una manifestación antiinmigración en Schilde.
- Abril: ataque a una escuela francófona en Mortsel.
- Mayo: bombardeo de un bar turco en Amberes.
- Junio: bombardeo del automóvil de un habitante francófono de Voeren.
- Agosto: campo de entrenamiento en Alemania junto con el grupo terrorista Hofmann.
- Octubre: ataque al ayuntamiento de 's-Gravenvoeren.

### 1980
- Febrero: ataque a una librería socialista en Malinas.
- Marzo: ataque a un bar en Moelingen.
- Abril: ataque a los Halletoren en Brujas.
- Octubre: campo de entrenamiento en los Estados Unidos junto con el Ku Klux Klan.
- Noviembre: disturbios con la policía después de una manifestación nacionalista flamenca en Kraainem.

### 1981
- Abril: bombardeo de un bar marroquí en Lokeren.
- Mayo: ataque a un edificio sindical en Sint-Niklaas.

### 1982
- Febrero: visita a Leon Degrelle en Marbella, España.

### 1983
- Julio: ataque a un bar francófono en Voeren.

### 1984
- Diciembre: ataque a un bar socialista en Brujas.

### 1985
- Marzo: ataque a manifestantes izquierdistas en Gante.
- Septiembre: bombardeo de una librería socialista en Sint-Niklaas.
- Octubre: ataque al edificio Masereelfonds en Brujas.
- Noviembre: ataque a manifestantes antifascistas en Lommel.

## El fin de la VMO
En 1981, 106 miembros de la VMO fueron sentenciados por el Tribunal de Amberes a prisión, aunque sus condenas fueron anuladas al año siguiente en apelación. En 1983, la VMO fue condenada como una milicia privada por el Tribunal de Apelaciones de Gante e ilegalizado.
A pesar de este veredicto, la VMO se consideró activa y operativa hasta finales de los años ochenta, cuando se fundaron varias organizaciones similares para reemplazar a la VMO. Los dos más exitosos de estos sucesores de VMO son el Grupo Odal y el Voorpost.